# فانديكوفا ناتاليا فولوديميريفنا
فانديكوفا ناتاليا فولوديميريفنا هي فنانة أوكرانية؛ وعضو في منظمة كييف الإقليمية للاتحاد الوطني للفنانين في أوكرانيا منذ عام 1990. وهي زوجة الفنان ألكسندر كالميكوف.
ولدت في 16 أكتوبر 1960 في مدينة هايسين، مقاطعة فينيتسا (أوكرانيا حاليًا). في عام 1980، تخرجت من كلية كييف للفنون والصناعة؛ في عام 1986، دخلت معهد كييف للفنون، حيث درست عند تيموفي لياششوك [الإنجليزية] وأوليكسي شتانكو.
تعيش في كييف في منزل على شارع بيريستيسكي، رقم 18.

## الأعمال الفنية
عملت في مجال تصميم الطوابع البريدية والعشرات من المسكوكات النقدية التذكارية:
- الطوابع:

- المسكوكات: